# 四裂蝇子草
四裂蝇子草（学名：Silene quadriloba）是石竹科蝇子草属的植物。分布在哈萨克斯坦、蒙古、俄罗斯、阿尔泰山以及中国大陆的新疆等地，生长于海拔600米至1,900米的地区，多生长于草地及农田旁，目前尚未由人工引种栽培。

## 别名
四裂女娄菜（拉汉种子植物名称）